# Michał Zieliński (1905–1972)
Michał Zieliński (ur. 15 września 1905 w Jarosławiu, zm. 14 listopada 1972) – podoficer piechoty Wojska Polskiego, muzyk, wykładowca i poeta, głównie znany jako autor piosenki „Serce w plecaku”, popularnej piosenki z okresu II wojny światowej.
Zieliński urodził się w Jarosławiu. Od 1926 roku służył jako podoficer zawodowy w Wojsku Polskim, między innymi jako muzyk w orkiestrze 3 pułku piechoty Legionów w Jarosławiu, kierowanej przez kapelmistrza porucznika Tadeusza Dawidowicza. Latem 1933, kiedy przebywał w Truskawcu, Dawidowicz podsunął Zielińskiemu pomysł napisania piosenki żołnierskiej i w ten sposób powstała piosenka „Serce w plecaku”. W czasie wojny brał udział w kampanii wrześniowej i walczył jako żołnierz ludowego Wojska Polskiego. W 1944 napisał i wystawił komedię muzyczną "Partyzanci w niebie". W 1945 roku, w stopniu starszego sierżanta, pełnił służbę w 53 pułku piechoty w Ostródzie. Pod koniec roku został zdemobilizowany i wrócił do Jarosławia, gdzie przez wiele lat pracował jako wykładowca w Państwowej Szkole Muzycznej I stopnia im. Fryderyka Chopina w Jarosławiu.
Zmarł 14 listopada 1972 i został pochowany na Starym Cmentarzu w Jarosławiu.